# 카시나 (피사도)
카시나(Cascina)는 이탈리아 토스카나주의 피사도에 위치한 코무네 (지방자치단체)이다. 피렌체에서 북서쪽 약 60 킬로미터 (37 mi) 피사에서 남동쪽 약 13 킬로미터 (8 mi) 거리에 있다.
카시나는 아르노강 좌측 강가인 뚜럿한 평야 지대에 위치해 있다. 칼치나이아, 콜레살베티, 크레스피나, 카시아나테르메라리, 피사, 폰테데라, 산줄리아노테르메, 비코피사노 등의 코무네들과 경계를 맞대고 있다.

## 역사
카시나가 처음 언급된 것은 서기 750년의 문서이다. 지명의 기원은 불확실하나, '카시나' (casina, "작은 주택")에서 유래하거나, 그 지역을 가로지르던 (현재는 사라진) 시내에서 비롯되었을 수도 있고, 라틴어로 변형된 에트루리아의 인명인 카센시우스(Cassenius)에서 기원했을 수도 있다.
1364년 7월 26일, 피사와 피렌체 군대가 이곳에서 격돌했었다. 이 사건은 이후 미켈란젤로의 그림으로 재탄생하였고, 현재는 예비 스케치 및 아리스토틸레 다 산갈로 (바스티아노 다 산갈로로도 알려짐)의 복제본이 존재한다. 카시나는 피렌체와 피사를 연결하는 주요 도로의 요새화 된 성채라고 하는 전략적 중요성을 띠었다.

## 지리
프라치오네
카시나라고 하는 '코무네'는 '카시나' 도시 지역과 다음의 마을(프라치오네)들로 구성되어 있다: 아르나초, 카시아볼라, 라이아노, 라티냐노, 마르차나, 몬티오네, 무실리아노, 나바키오, 페토리, 리폴리, 산베네데토, 산카시아노, 산프레디아노아세티모, 산조르조아비비아노, 산로렌초아파냐티코, 산로렌초알레코르티, 산프로스페로, 산시스토알피노, 산토스테파노아마체라타, 티티냐노, 비시냐노, 참브라.

## 주요 관광지
- 중세 성곽
- 리폴리성
- 산타 마리아 교회 (Pieve di Santa Maria)
- 산 조반니 예배당 (Oratorio di San Giovanni)
- 마돈나 델라쿠아 교회 (Madonna dell'Acqua)
- 성 이폴리토와 카시아노 교회

참브라에는 로마네스크 이전의 양식으로 물고기를 그린 흔치 않은 벽화가 있는 9세기의 교회가 있다. 인구 3,000명의 산카시아노에는 피사-고딕 양식으로 된 12세기의 개보수 된 바실리카가 존재한다.
마르차나에는 산미니아토 교회 (10세기 건축물)가 있고, 몬토티오네에는 산사비노 수도원이 세워져 있다.

## 사회기반 시설
산토스테파노아마체라타는 중력파 연구를 위한 전 세계의 몇 안되는 시설 중 하나인 유럽 중력 전망대 및 VIRGO 간섭계가 위치해 있다.

## 자매 도시
카시나는 다음과 자매 도시 관계이다:
- 서사하라 움드레이가
- 독일 제프니츠
- 프랑스 살리에스 (2007년-)